# Apple River Township
Die Apple River Township ist eine von 23 Townships im Jo Daviess County im äußersten Nordwesten des US-amerikanischen Bundesstaates Illinois.

## Geografie
Die Apple River Township liegt im Nordwesten von Illinois und wird vom Apple River durchflossen. Die Township grenzt im Norden an das Lafayette County in Wisconsin. Der Mississippi, der die Grenze zu Iowa bildet, liegt rund 40 km westlich.
Die Apple River Township liegt auf 42°28′44″ nördlicher Breite und 90°08′16″ westlicher Länge und erstreckt sich über 47,92 km².
Die Apple River Township grenzt im Osten an die Warren Township, im Südosten an die Rush Township, im Süden an die Thompson Township und im Westen an die Scales Mound Township.

## Verkehr
Durch die Apple River Township verlaufen keine Fernstraßen. Eine Reihe von teils unbefestigten County Roads durchziehen die Township.
In West-Ost-Richtung durchläuft eine Bahnlinie der Canadian National Railway die Apple River Township.

## Bevölkerung
Bei der Volkszählung im Jahr 2010 hatte die Township 498 Einwohner.
Innerhalb der Apple River Township gibt es neben gemeindefreier Streubesiedlung mit Apple River nur eine selbständige Gemeinde (mit dem Status „Village“).